# Ugtaal
Ugtaal (tiếng Mông Cổ: Угтаал) là một sum của tỉnh Töv ở Mông Cổ. Vào năm 2007, dân số của sum là 2.274 người.

## Địa lý
Sum có diện tích khoảng 1.500 km2. Trung tâm sum, Ar Asgat, nằm cách tỉnh lỵ Zuunmod 177 km và thủ đô Ulaanbaatar 125 km.

### Khí hậu
Ugtaal có nhiệt độ trung bình hàng năm là 3 °C. Tháng ấm nhất là tháng 7, khi nhiệt độ trung bình là 24 °C và lạnh nhất là tháng 1, với −24 °C. Lượng mưa trung bình hàng năm là 416 mm. Tháng ẩm ướt nhất là tháng 7, với lượng mưa trung bình là 92 mm, và khô nhất là tháng 2, với 2 mm.

## Kinh tế
Sum có một trường học, bệnh viện, khu du lịch và xưởng.